# Lac la Biche
Lac la Biche är en sjö i Kanada.   Den ligger i provinsen Alberta, i den centrala delen av landet, 2 800 km väster om huvudstaden Ottawa. Lac la Biche ligger 537 meter över havet. Arean är 234 kvadratkilometer. Den sträcker sig 22,1 kilometer i nord-sydlig riktning, och 31,0 kilometer i öst-västlig riktning.
Följande samhällen ligger vid Lac la Biche:
- Lac La Biche (2 919 invånare)

Trakten runt Lac la Biche är nära nog obefolkad, med mindre än två invånare per kvadratkilometer.